# Liste der Ramsar-Gebiete in Papua-Neuguinea
Die Ramsar-Gebiete in Papua-Neuguinea sind nach der 1971 beschlossenen Ramsar-Konvention besondere Schutzzonen für natürliche Feuchtgebiete auf dem Territorium des Landes. Sie besitzen gemäß dem Anliegen dieses völkerrechtlichen Vertrags eine hohe Bedeutung und dienen insbesondere dem Erhalt der Lebensräume von Wasser- und Watvögeln. Die zwei Ramsar-Gebiete haben eine Gesamtfläche von 594.924 Hektar.

## Liste
| Name des Gebiets               | Bild        | Koordinaten                  | Ramsar-Nr. | Fläche [ha] | Ausweisungsdatum | Anmerkungen                                 |
| ------------------------------ | ----------- | ---------------------------- | ---------- | ----------- | ---------------- | ------------------------------------------- |
| Lake Kutubu                    | Lake Kutubu | 6° 25′ 59″ S, 143° 19′ 59″ O | 961        | 4.924       | 25. Sep. 1998    | nationaler Status: Wildlife management area |
| Tonda Wildlife Management Area |             | 8° 45′ 0″ S, 141° 22′ 59″ O  | 591        | 590.000     | 16. März 1993    | nationaler Status: Wildlife management area |